# 2010–2011-es UEFA-bajnokok ligája (csoportkör)
A 2010–2011-es UEFA-bajnokok ligája csoportkörének mérkőzéseit 2010. szeptember 14. és december 8. között játszották le.
A csoportkörben 32 csapat vett részt: 22 csapat automatikus résztvevője volt, a többi 10 csapat a selejtezőből jutott be a csoportkörbe.

## Sorsolás
A sorsolást 2010. augusztus 26-án Monacóban, közép-európai idő szerint 18 órakor tartották. A sorsolás előtt a csapatokat négy darab nyolccsapatos kalapba sorolták az úgynevezett UEFA-együtthatójuk sorrendjében. A címvédő Internazionale automatikusan az 1. kalapba került. Minden kalapból minden csoportba egy-egy csapatot sorsoltak. Egy csoportba nem kerülhetett két azonos nemzetiségű csapat.
| Csapat                   | Együttható | Kalap |
| ------------------------ | ---------- | ----- |
| Internazionale (címvédő) | 100,867    | 1     |
| FC Barcelona             | 136,951    | 1     |
| Manchester United        | 125,371    | 1     |
| Chelsea                  | 118,371    | 1     |
| Arsenal                  | 115,371    | 1     |
| Bayern München           | 110,841    | 1     |
| AC Milan                 | 99,867     | 1     |
| Olympique Lyonnais       | 96,748     | 1     |
| Werder Bremen            | 94,841     | 2     |
| Real Madrid              | 84,951     | 2     |
| Roma                     | 83,867     | 2     |
| Sahtar Doneck            | 73,910     | 2     |
| Benfica                  | 72,659     | 2     |
| Valencia CF              | 66,951     | 2     |
| Olympique de Marseille   | 62,748     | 2     |
| Panathinaikósz           | 56,979     | 2     |

| Csapat            | Együttható | Kalap |
| ----------------- | ---------- | ----- |
| Tottenham Hotspur | 56,371     | 3     |
| Rangers           | 56,158     | 3     |
| Ajax              | 55,309     | 3     |
| Schalke 04        | 54,841     | 3     |
| Basel             | 48,675     | 3     |
| Braga             | 39,659     | 3     |
| København         | 34,470     | 3     |
| Szpartak Moszkva  | 33,758     | 3     |
| Hapóél Tel-Aviv   | 27,775     | 4     |
| Twente            | 25,309     | 4     |
| Rubin Kazany      | 21,758     | 4     |
| Auxerre           | 19,748     | 4     |
| CFR Cluj          | 15,898     | 4     |
| Partizan          | 13,800     | 4     |
| Žilina            | 10,666     | 4     |
| Bursaspor         | 6,890      | 4     |

## Csoportok

### Játéknapok
| 1. forduló | 1. forduló | 2. forduló | 2. forduló | 3. forduló | 3. forduló | 4. forduló | 4. forduló | 5. forduló | 5. forduló | 6. forduló | 6. forduló |
| ---------- | ---------- | ---------- | ---------- | ---------- | ---------- | ---------- | ---------- | ---------- | ---------- | ---------- | ---------- |
| 09. 14.    | 09. 15.    | 09. 28.    | 09. 29.    | 10. 19.    | 10. 20.    | 11. 02.    | 11. 03.    | 11. 23.    | 11. 24.    | 12. 07.    | 12. 08.    |
| A–D        | E–H        | E–H        | A–D        | E–H        | A–D        | A–D        | E–H        | E–H        | A–D        | A–D        | E–H        |

### Sorrend meghatározása
Az UEFA versenyszabályzata alapján, ha két vagy több csapat a csoportmérkőzések után azonos pontszámmal állt, az alábbiak alapján kellett meghatározni a sorrendet:
1. az azonosan álló csapatok mérkőzésein szerzett több pont
2. az azonosan álló csapatok mérkőzésein elért jobb gólkülönbség
3. az azonosan álló csapatok mérkőzésein idegenben szerzett több gól
4. az összes mérkőzésen elért jobb gólkülönbség
5. az összes mérkőzésen szerzett több gól
6. az azonosan álló csapatok és nemzeti szövetségük jobb UEFA-együtthatója az előző öt évben

Az időpontok közép-európai idő/közép-európai nyári idő szerint értendők.

### A csoport
| Hely. | Csapat            | M | Gy | D | V | G+ | G– | Gk | P  | Továbbjutás                                |  | TOT | INT | TWE | BRM |
| ----- | ----------------- | - | -- | - | - | -- | -- | -- | -- | ------------------------------------------ |  | --- | --- | --- | --- |
| 1.    | Tottenham Hotspur | 6 | 3  | 2 | 1 | 18 | 11 | +7 | 11 | Továbbjutott az egyenes kieséses szakaszba |  | —   | 3–1 | 4–1 | 3–0 |
| 2.    | Internazionale    | 6 | 3  | 1 | 2 | 12 | 11 | +1 | 10 | Továbbjutott az egyenes kieséses szakaszba |  | 4–3 | —   | 1–0 | 4–0 |
| 3.    | Twente            | 6 | 1  | 3 | 2 | 9  | 11 | −2 | 6  | Átkerült az Európa-ligába                  |  | 3–3 | 2–2 | —   | 1–1 |
| 4.    | Werder Bremen     | 6 | 1  | 2 | 3 | 6  | 12 | −6 | 5  |                                            |  | 2–2 | 3–0 | 0–2 | —   |

| 2010. szeptember 14. 20:45 |

| Twente                         | 2–2               | Internazionale         |
| ------------------------------ | ----------------- | ---------------------- |
| Janssen 20' Milito 30' (öngól) | (2–2) Jegyzőkönyv | Sneijder 13' Eto’o 41' |

| De Grolsch Veste, Enschede Nézőszám: 23 800 Játékvezető: Pedro Proença (portugál) |

| 2010. szeptember 14. 20:45 |

| Werder Bremen         | 2–2               | Tottenham Hotspur              |
| --------------------- | ----------------- | ------------------------------ |
| Almeida 43' Marin 47' | (1–2) Jegyzőkönyv | Pasanen 12' (öngól) Crouch 18' |

| Weserstadion, Bréma Nézőszám: 30 344 Játékvezető: Massimo Busacca (svájci) |

| 2010. szeptember 29. 20:45 |

| Tottenham Hotspur                                                     | 4–1               | Twente     |
| --------------------------------------------------------------------- | ----------------- | ---------- |
| van der Vaart 47' Pavljucsenko 50' (11-esből) 64' (11-esből) Bale 85' | (0–0) Jegyzőkönyv | Chadli 56' |

| White Hart Lane, London Nézőszám: 32 318 Játékvezető: Terje Hauge (norvég) |

| 2010. szeptember 29. 20:45 |

| Internazionale                 | 4–0               | Werder Bremen |
| ------------------------------ | ----------------- | ------------- |
| Eto’o 22' 27' 81' Sneijder 33' | (3–0) Jegyzőkönyv |               |

| Giuseppe Meazza Stadion, Milánó Nézőszám: 48 126 Játékvezető: Alberto Undiano Mallenco (spanyol) |

| 2010. október 20. 20:45 |

| Internazionale                                    | 4–3               | Tottenham Hotspur  |
| ------------------------------------------------- | ----------------- | ------------------ |
| Zanetti 2' Eto’o 11' (11-esből) 35' Stanković 14' | (4–0) Jegyzőkönyv | Bale 52' 90' 90+1' |

| Giuseppe Meazza Stadion, Milánó Nézőszám: 49 551 Játékvezető: Damir Skomina (szlovén) |

| 2010. október 20. 20:45 |

| Twente      | 1–1               | Werder Bremen  |
| ----------- | ----------------- | -------------- |
| Janssen 75' | (0–0) Jegyzőkönyv | Arnautović 80' |

| De Grolsch Veste, Enschede Nézőszám: 23 248 Játékvezető: Claus Bo Larsen (dán) |

| 2010. november 2. 20:45 |

| Tottenham Hotspur                             | 3–1               | Internazionale |
| --------------------------------------------- | ----------------- | -------------- |
| van der Vaart 18' Crouch 61' Pavljucsenko 89' | (1–0) Jegyzőkönyv | Eto’o 80'      |

| White Hart Lane, London Nézőszám: 34 103 Játékvezető: Kassai Viktor (magyar) |

| 2010. november 2. 20:45 |

| Werder Bremen | 0–2               | Twente                 |
| ------------- | ----------------- | ---------------------- |
|               | (0–0) Jegyzőkönyv | Chadli 81' de Jong 84' |

| Weserstadion, Bréma Nézőszám: 30 200 Játékvezető: Alain Hamer (luxemburgi) |

| 2010. november 24. 20:45 |

| Internazionale | 1–0               | Twente |
| -------------- | ----------------- | ------ |
| Cambiasso 55'  | (0–0) Jegyzőkönyv |        |

| Giuseppe Meazza Stadion, Milánó Nézőszám: 29 466 Játékvezető: Stéphane Lannoy (francia) |

| 2010. november 24. 20:45 |

| Tottenham Hotspur                 | 3–0               | Werder Bremen |
| --------------------------------- | ----------------- | ------------- |
| Kaboul 6' Modrić 45+1' Crouch 79' | (2–0) Jegyzőkönyv |               |

| White Hart Lane, London Nézőszám: 33 546 Játékvezető: Olegário Benquerença (portugál) |

| 2010. december 7. 20:45 |

| Twente                                         | 3–3               | Tottenham Hotspur                   |
| ---------------------------------------------- | ----------------- | ----------------------------------- |
| Landzaat 22' (11-esből) Rosales 56' Chadli 64' | (1–1) Jegyzőkönyv | Wisgerhof 12' (öngól) Defoe 47' 59' |

| De Grolsch Veste, Enschede Nézőszám: 24 000 Játékvezető: Carlos Velasco Carballo (spanyol) |

| 2010. december 7. 20:45 |

| Werder Bremen                        | 3–0               | Internazionale |
| ------------------------------------ | ----------------- | -------------- |
| Prödl 39' Arnautović 49' Pizarro 88' | (1–0) Jegyzőkönyv |                |

| Weserstadion, Bréma Nézőszám: 30 400 Játékvezető: Cüneyt Çakır (török) |

### B csoport
| Hely. | Csapat             | M | Gy | D | V | G+ | G– | Gk | P  | Továbbjutás                                |  | SCH | OL  | BEN | HTA |
| ----- | ------------------ | - | -- | - | - | -- | -- | -- | -- | ------------------------------------------ |  | --- | --- | --- | --- |
| 1.    | Schalke 04         | 6 | 4  | 1 | 1 | 10 | 3  | +7 | 13 | Továbbjutott az egyenes kieséses szakaszba |  | —   | 3–0 | 2–0 | 3–1 |
| 2.    | Olympique Lyonnais | 6 | 3  | 1 | 2 | 11 | 10 | +1 | 10 | Továbbjutott az egyenes kieséses szakaszba |  | 1–0 | —   | 2–0 | 2–2 |
| 3.    | Benfica            | 6 | 2  | 0 | 4 | 7  | 12 | −5 | 6  | Átkerült az Európa-ligába                  |  | 1–2 | 4–3 | —   | 2–0 |
| 4.    | Hapóél Tel-Aviv    | 6 | 1  | 2 | 3 | 7  | 10 | −3 | 5  |                                            |  | 0–0 | 1–3 | 3–0 | —   |

| 2010. szeptember 14. 20:45 |

| Olympique Lyonnais | 1–0               | Schalke 04 |
| ------------------ | ----------------- | ---------- |
| Bastos 21'         | (1–0) Jegyzőkönyv |            |

| Stade de Gerland, Lyon Nézőszám: 35 552 Játékvezető: Ivan Bebek (horvát) |

| 2010. szeptember 14. 20:45 |

| Benfica                | 2–0               | Hapóél Tel-Aviv |
| ---------------------- | ----------------- | --------------- |
| Luisão 21' Cardozo 68' | (1–0) Jegyzőkönyv |                 |

| Estádio da Luz, Lisszabon Nézőszám: 31 512 Játékvezető: Alekszej Nyikolajev (orosz) |

| 2010. szeptember 29. 20:45 |

| Hapóél Tel-Aviv        | 1–3               | Olympique Lyonnais                    |
| ---------------------- | ----------------- | ------------------------------------- |
| Enyeama 79' (11-esből) | (0–2) Jegyzőkönyv | Bastos 8' (11-esből) 36' Pjanić 90+4' |

| Bloomfield Stadion, Tel-Aviv Nézőszám: 12 226 Játékvezető: Howard Webb (angol) |

| 2010. szeptember 29. 20:45 |

| Schalke 04               | 2–0               | Benfica |
| ------------------------ | ----------------- | ------- |
| Farfán 73' Huntelaar 85' | (0–0) Jegyzőkönyv |         |

| Veltins-Arena, Gelsenkirchen Nézőszám: 50 436 Játékvezető: Gianluca Rocchi (olasz) |

| 2010. október 20. 20:45 |

| Schalke 04             | 3–1               | Hapóél Tel-Aviv |
| ---------------------- | ----------------- | --------------- |
| Raúl 3' 58' Jurado 68' | (1–0) Jegyzőkönyv | Sekter 90+3'    |

| Veltins-Arena, Gelsenkirchen Nézőszám: 50 900 Játékvezető: William Collum (skót) |

| 2010. október 20. 20:45 |

| Olympique Lyonnais            | 2–0               | Benfica |
| ----------------------------- | ----------------- | ------- |
| Briand 21' Lisandro López 51' | (1–0) Jegyzőkönyv |         |

| Stade de Gerland, Lyon Nézőszám: 36 816 Játékvezető: Alberto Undiano Mallenco (spanyol) |

| 2010. november 2. 20:45 |

| Hapóél Tel-Aviv | 0–0         | Schalke 04 |
| --------------- | ----------- | ---------- |
|                 | Jegyzőkönyv |            |

| Bloomfield Stadion, Tel-Aviv Nézőszám: 12 132 Játékvezető: Frank De Bleeckere (belga) |

| 2010. november 2. 20:45 |

| Benfica                                | 4–3               | Olympique Lyonnais                  |
| -------------------------------------- | ----------------- | ----------------------------------- |
| Kardec 20' Coentrão 32' 67' García 42' | (3–0) Jegyzőkönyv | Gourcuff 75' Gomis 85' Lovren 90+5' |

| Estádio da Luz, Lisszabon Nézőszám: 37 394 Játékvezető: Craig Thomson (skót) |

| 2010. november 24. 20:45 |

| Schalke 04                   | 3–0               | Olympique Lyonnais |
| ---------------------------- | ----------------- | ------------------ |
| Farfán 13' Huntelaar 20' 89' | (2–0) Jegyzőkönyv |                    |

| Veltins-Arena, Gelsenkirchen Nézőszám: 51 132 Játékvezető: Nicola Rizzoli (olasz) |

| 2010. november 24. 20:45 |

| Hapóél Tel-Aviv             | 3–0               | Benfica |
| --------------------------- | ----------------- | ------- |
| Zahavi 24' 90' da Silva 74' | (1–0) Jegyzőkönyv |         |

| Bloomfield Stadion, Tel-Aviv Nézőszám: 11 668 Játékvezető: Alain Hamer (luxemburgi) |

| 2010. december 7. 20:45 |

| Olympique Lyonnais               | 2–2               | Hapóél Tel-Aviv      |
| -------------------------------- | ----------------- | -------------------- |
| Lisandro López 62' Lacazette 88' | (0–0) Jegyzőkönyv | Sahar 63' Zahavi 69' |

| Stade de Gerland, Lyon Nézőszám: 32 245 Játékvezető: Svein Oddvar Moen (norvég) |

| 2010. december 7. 20:45 |

| Benfica    | 1–2               | Schalke 04             |
| ---------- | ----------------- | ---------------------- |
| Luisão 87' | (0–1) Jegyzőkönyv | Jurado 19' Höwedes 81' |

| Estádio da Luz, Lisszabon Nézőszám: 23 348 Játékvezető: Howard Webb (angol) |

### C csoport
| Hely. | Csapat            | M | Gy | D | V | G+ | G– | Gk  | P  | Továbbjutás                                |  | MU  | VAL | RAN | BUR |
| ----- | ----------------- | - | -- | - | - | -- | -- | --- | -- | ------------------------------------------ |  | --- | --- | --- | --- |
| 1.    | Manchester United | 6 | 4  | 2 | 0 | 7  | 1  | +6  | 14 | Továbbjutott az egyenes kieséses szakaszba |  | —   | 1–1 | 0–0 | 1–0 |
| 2.    | Valencia CF       | 6 | 3  | 2 | 1 | 15 | 4  | +11 | 11 | Továbbjutott az egyenes kieséses szakaszba |  | 0–1 | —   | 3–0 | 6–1 |
| 3.    | Rangers           | 6 | 1  | 3 | 2 | 3  | 6  | −3  | 6  | Átkerült az Európa-ligába                  |  | 0–1 | 1–1 | —   | 1–0 |
| 4.    | Bursaspor         | 6 | 0  | 1 | 5 | 2  | 16 | −14 | 1  |                                            |  | 0–3 | 0–4 | 1–1 | —   |

| 2010. szeptember 14. 20:45 |

| Manchester United | 0–0         | Rangers |
| ----------------- | ----------- | ------- |
|                   | Jegyzőkönyv |         |

| Old Trafford, Manchester Nézőszám: 74 408 Játékvezető: Olegário Benquerença (portugál) |

| 2010. szeptember 14. 20:45 |

| Bursaspor | 0–4               | Valencia CF                               |
| --------- | ----------------- | ----------------------------------------- |
|           | (0–2) Jegyzőkönyv | Tino 16' Aduriz 41' Pablo 68' Soldado 76' |

| Bursai Atatürk Stadion, Bursa Nézőszám: 25 000 Játékvezető: Svein Oddvar Moen (norvég) |

| 2010. szeptember 29. 20:45 |

| Valencia CF | 0–1               | Manchester United |
| ----------- | ----------------- | ----------------- |
|             | (0–0) Jegyzőkönyv | Hernández 85'     |

| Estadio Mestalla, Valencia Nézőszám: 34 946 Játékvezető: Kassai Viktor (magyar) |

| 2010. szeptember 29. 20:45 |

| Rangers      | 1–0               | Bursaspor |
| ------------ | ----------------- | --------- |
| Naismith 18' | (1–0) Jegyzőkönyv |           |

| Ibrox Stadion, Glasgow Nézőszám: 41 905 Játékvezető: Serge Gumienny (belga) |

| 2010. október 20. 20:45 |

| Rangers | 1–1               | Valencia CF     |
| ------- | ----------------- | --------------- |
| Edu 34' | (1–0) Jegyzőkönyv | Edu 46' (öngól) |

| Ibrox Stadion, Glasgow Nézőszám: 45 153 Játékvezető: Nicola Rizzoli (olasz) |

| 2010. október 20. 20:45 |

| Manchester United | 1–0               | Bursaspor |
| ----------------- | ----------------- | --------- |
| Nani 7'           | (1–0) Jegyzőkönyv |           |

| Old Trafford, Manchester Nézőszám: 41 905 Játékvezető: Serge Gumienny (belga) |

| 2010. november 2. 20:45 |

| Valencia CF                  | 3–0               | Rangers |
| ---------------------------- | ----------------- | ------- |
| Soldado 33' 71' T. Costa 90' | (1–0) Jegyzőkönyv |         |

| Estadio Mestalla, Valencia Nézőszám: 26 821 Játékvezető: Felix Brych (német) |

| 2010. november 2. 20:45 |

| Bursaspor | 0–3               | Manchester United                 |
| --------- | ----------------- | --------------------------------- |
|           | (0–0) Jegyzőkönyv | Fletcher 48' Obertan 73' Bébé 77' |

| Bursai Atatürk Stadion, Bursa Nézőszám: 19 050 Játékvezető: Wolfgang Stark (német) |

| 2010. november 24. 20:45 |

| Rangers | 0–1               | Manchester United     |
| ------- | ----------------- | --------------------- |
|         | (0–0) Jegyzőkönyv | Rooney 87' (11-esből) |

| Ibrox Stadion, Glasgow Nézőszám: 49 764 Játékvezető: Massimo Busacca (svájci) |

| 2010. november 24. 20:45 |

| Valencia CF                                                          | 6–1               | Bursaspor   |
| -------------------------------------------------------------------- | ----------------- | ----------- |
| Mata 17' (11-esből) Soldado 21' 55' Aduriz 30' Joaquín 37' Pablo 78' | (4–0) Jegyzőkönyv | Batalla 69' |

| Estadio Mestalla, Valencia Nézőszám: 31 225 Játékvezető: Bruno Paixão (portugál) |

| 2010. december 7. 20:45 |

| Manchester United | 1–1               | Valencia CF |
| ----------------- | ----------------- | ----------- |
| Anderson 62'      | (0–1) Jegyzőkönyv | Pablo 32'   |

| Old Trafford, Manchester Nézőszám: 74 513 Játékvezető: Pedro Proença (portugál) |

| 2010. december 7. 20:45 |

| Bursaspor    | 1–1               | Rangers    |
| ------------ | ----------------- | ---------- |
| Yıldırım 79' | (0–1) Jegyzőkönyv | Miller 19' |

| Bursai Atatürk Stadion, Bursa Nézőszám: 9673 Játékvezető: Tony Chapron (francia) |

### D csoport
| Hely. | Csapat         | M | Gy | D | V | G+ | G– | Gk  | P  | Továbbjutás                                |  | BAR | FCK | RUB | PAN |
| ----- | -------------- | - | -- | - | - | -- | -- | --- | -- | ------------------------------------------ |  | --- | --- | --- | --- |
| 1.    | FC Barcelona   | 6 | 4  | 2 | 0 | 14 | 3  | +11 | 14 | Továbbjutott az egyenes kieséses szakaszba |  | —   | 2–0 | 2–0 | 5–1 |
| 2.    | FC København   | 6 | 3  | 1 | 2 | 7  | 5  | +2  | 10 | Továbbjutott az egyenes kieséses szakaszba |  | 1–1 | —   | 1–0 | 3–1 |
| 3.    | Rubin Kazany   | 6 | 1  | 3 | 2 | 2  | 4  | −2  | 6  | Átkerült az Európa-ligába                  |  | 1–1 | 1–0 | —   | 0–0 |
| 4.    | Panathinaikósz | 6 | 0  | 2 | 4 | 2  | 13 | −11 | 2  |                                            |  | 0–3 | 0–2 | 0–0 | —   |

| 2010. szeptember 14. 20:45 |

| FC Barcelona                                  | 5–1               | Panathinaikósz |
| --------------------------------------------- | ----------------- | -------------- |
| Messi 22' 45' Villa 33' Pedro 78' Alves 90+3' | (3–1) Jegyzőkönyv | Govou 20'      |

| Camp Nou, Barcelona Nézőszám: 69 738 Játékvezető: Nicola Rizzoli (olasz) |

| 2010. szeptember 14. 20:45 |

| FC København | 1–0               | Rubin Kazany |
| ------------ | ----------------- | ------------ |
| N'Doye 87'   | (0–0) Jegyzőkönyv |              |

| Parken Stadion, Koppenhága Nézőszám: 29 661 Játékvezető: Thomas Einwaller (osztrák) |

| 2010. szeptember 29. 18:30 |

| Rubin Kazany         | 1–1               | FC Barcelona         |
| -------------------- | ----------------- | -------------------- |
| Noboa 30' (11-esből) | (1–0) Jegyzőkönyv | Villa 60' (11-esből) |

| Központi Stadion, Kazany Nézőszám: 23 950 Játékvezető: Cüneyt Çakır (török) |

| 2010. szeptember 29. 20:45 |

| Panathinaikósz | 0–2               | FC København            |
| -------------- | ----------------- | ----------------------- |
|                | (0–2) Jegyzőkönyv | N’Doye 28' Vingaard 37' |

| Olimpiai Stadion, Athén Nézőszám: 43 607 Játékvezető: William Collum (skót) |

| 2010. október 20. 20:45 |

| Panathinaikósz | 0–0         | Rubin Kazany |
| -------------- | ----------- | ------------ |
|                | Jegyzőkönyv |              |

| Olimpiai Stadion, Athén Nézőszám: 36 748 Játékvezető: Manuel Grefe (német) |

| 2010. október 20. 20:45 |

| FC Barcelona    | 2–0               | FC København |
| --------------- | ----------------- | ------------ |
| Messi 19' 90+2' | (1–0) Jegyzőkönyv |              |

| Camp Nou, Barcelona Nézőszám: 75 852 Játékvezető: Stéphane Lannoy (francia) |

| 2010. november 2. 18:30 |

| Rubin Kazany | 0–0         | Panathinaikósz |
| ------------ | ----------- | -------------- |
|              | Jegyzőkönyv |                |

| Központi Stadion, Kazany Nézőszám: 16 400 Játékvezető: Tony Chapron (francia) |

| 2010. november 2. 20:45 |

| FC København  | 1–1               | FC Barcelona |
| ------------- | ----------------- | ------------ |
| Claudemir 32' | (1–1) Jegyzőkönyv | Messi 31'    |

| Parken Stadion, Koppenhága Nézőszám: 37 049 Játékvezető: Cristian Balaj (román) |

| 2010. november 24. 18:30 |

| Rubin Kazany           | 1–0               | FC København |
| ---------------------- | ----------------- | ------------ |
| Noboa 45+2' (11-esből) | (1–0) Jegyzőkönyv |              |

| Központi Stadion, Kazany Nézőszám: 18 720 Játékvezető: Martin Atkinson (angol) |

| 2010. november 24. 20:45 |

| Panathinaikósz | 0–3               | FC Barcelona            |
| -------------- | ----------------- | ----------------------- |
|                | (0–1) Jegyzőkönyv | Pedro 27' 69' Messi 62' |

| Olimpiai Stadion, Athén Nézőszám: 58 466 Játékvezető: Gianluca Rocchi (olasz) |

| 2010. december 7. 20:45 |

| FC Barcelona           | 2–0               | Rubin Kazany |
| ---------------------- | ----------------- | ------------ |
| Fontàs 51' Vasquez 82' | (0–0) Jegyzőkönyv |              |

| Camp Nou, Barcelona Nézőszám: 50 436 Játékvezető: Jonas Eriksson (svéd) |

| 2010. december 7. 20:45 |

| FC København                                           | 3–1               | Panathinaikósz |
| ------------------------------------------------------ | ----------------- | -------------- |
| Vingaard 26' Grønkjær 50' (11-esből) Cissé 73' (öngól) | (1–0) Jegyzőkönyv | Kanté 90+2'    |

| Parken Stadion, Koppenhága Nézőszám: 36 797 Játékvezető: Florian Meyer (német) |

### E csoport
| Hely. | Csapat         | M | Gy | D | V | G+ | G– | Gk  | P  | Továbbjutás                                |  | BAY | ROM | BAS | CFR |
| ----- | -------------- | - | -- | - | - | -- | -- | --- | -- | ------------------------------------------ |  | --- | --- | --- | --- |
| 1.    | Bayern München | 6 | 5  | 0 | 1 | 16 | 6  | +10 | 15 | Továbbjutott az egyenes kieséses szakaszba |  | —   | 2–0 | 3–0 | 3–2 |
| 2.    | AS Roma        | 6 | 3  | 1 | 2 | 10 | 11 | −1  | 10 | Továbbjutott az egyenes kieséses szakaszba |  | 3–2 | —   | 1–3 | 2–1 |
| 3.    | FC Basel       | 6 | 2  | 0 | 4 | 8  | 11 | −3  | 6  | Átkerült az Európa-ligába                  |  | 1–2 | 2–3 | —   | 1–0 |
| 4.    | CFR Cluj       | 6 | 1  | 1 | 4 | 6  | 12 | −6  | 4  |                                            |  | 0–4 | 1–1 | 2–1 | —   |

| 2010. szeptember 15. 20:45 |

| Bayern München       | 2–0               | AS Roma |
| -------------------- | ----------------- | ------- |
| Müller 78' Klose 83' | (0–0) Jegyzőkönyv |         |

| Allianz Arena, München Nézőszám: 66 000 Játékvezető: Stéphane Lannoy (francia) |

| 2010. szeptember 15. 20:45 |

| CFR Cluj           | 2–1               | FC Basel      |
| ------------------ | ----------------- | ------------- |
| Rada 9' Traoré 12' | (2–1) Jegyzőkönyv | Stocker 45+2' |

| Dr. Constantin Rădulescu Stadion, Kolozsvár Nézőszám: 9 593 Játékvezető: Alan Kelly (ír) |

| 2010. szeptember 28. 20:45 |

| FC Basel | 1–2               | Bayern München                    |
| -------- | ----------------- | --------------------------------- |
| Frei 18' | (1–0) Jegyzőkönyv | Schweinsteiger 56' (11-esből) 89' |

| St. Jakob-Park, Bázel Nézőszám: 37 500 Játékvezető: Craig Thomson (skót) |

| 2010. szeptember 28. 20:45 |

| AS Roma                 | 2–1               | CFR Cluj |
| ----------------------- | ----------------- | -------- |
| Mexès 69' Borriello 71' | (0–0) Jegyzőkönyv | Rada 78' |

| Stadio Olimpico, Róma Nézőszám: 30 252 Játékvezető: Jonas Eriksson (svéd) |

| 2010. október 19. 20:45 |

| AS Roma       | 1–3               | FC Basel                         |
| ------------- | ----------------- | -------------------------------- |
| Borriello 21' | (1–2) Jegyzőkönyv | Frei 12' Inkoom 44' Cabral 90+3' |

| Stadio Olimpico, Róma Nézőszám: 22 365 Játékvezető: Alekszej Nyikolajev (orosz) |

| 2010. október 19. 20:45 |

| Bayern München                               | 3–2               | CFR Cluj           |
| -------------------------------------------- | ----------------- | ------------------ |
| Cadú 32' (öngól) Panin 37' (öngól) Gómez 77' | (2–1) Jegyzőkönyv | Cadú 28' Culio 86' |

| Allianz Arena, München Nézőszám: 64 000 Játékvezető: Martin Atkinson (angol) |

| 2010. november 3. 20:45 |

| FC Basel             | 2–3               | AS Roma                                  |
| -------------------- | ----------------- | ---------------------------------------- |
| Frei 69' Shaqiri 83' | (0–2) Jegyzőkönyv | Menez 16' Totti 25' (11-esből) Greco 76' |

| St. Jakob-Park, Bázel Nézőszám: 36 375 Játékvezető: Björn Kuipers (holland) |

| 2010. november 3. 20:45 |

| CFR Cluj | 0–4               | Bayern München               |
| -------- | ----------------- | ---------------------------- |
|          | (0–2) Jegyzőkönyv | Gómez 12' 24' 71' Müller 90' |

| Dr. Constantin Rădulescu Stadion, Kolozsvár Nézőszám: 14 097 Játékvezető: Serge Gumienny (belga) |

| 2010. november 23. 20:45 |

| AS Roma                                         | 3–2               | Bayern München |
| ----------------------------------------------- | ----------------- | -------------- |
| Borriello 49' de Rossi 81' Totti 84' (11-esből) | (0–2) Jegyzőkönyv | Gómez 33' 39'  |

| Stadio Olimpico, Róma Nézőszám: 42 789 Játékvezető: Alberto Undiano Mallenco (spanyol) |

| 2010. november 23. 20:45 |

| FC Basel      | 1–0               | CFR Cluj |
| ------------- | ----------------- | -------- |
| Almerares 15' | (1–0) Jegyzőkönyv |          |

| St. Jakob-Park, Bázel Nézőszám: 34 239 Játékvezető: Laurent Duhamel (francia) |

| 2010. december 8. 20:45 |

| Bayern München               | 3–0               | FC Basel |
| ---------------------------- | ----------------- | -------- |
| Ribéry 35' 50' Timoscsuk 37' | (2–0) Jegyzőkönyv |          |

| Allianz Arena, München Nézőszám: 64 000 Játékvezető: Martin Hansson (svéd) |

| 2010. december 8. 20:45 |

| CFR Cluj   | 1–1               | AS Roma       |
| ---------- | ----------------- | ------------- |
| Traoré 88' | (0–1) Jegyzőkönyv | Borriello 21' |

| Dr. Constantin Rădulescu Stadion, Kolozsvár Nézőszám: 12 800 Játékvezető: William Collum (skót) |

### F csoport
| Hely. | Csapat                 | M | Gy | D | V | G+ | G– | Gk  | P  | Továbbjutás                                |  | CHE | OM  | SPA | ZIL |
| ----- | ---------------------- | - | -- | - | - | -- | -- | --- | -- | ------------------------------------------ |  | --- | --- | --- | --- |
| 1.    | Chelsea                | 6 | 5  | 0 | 1 | 14 | 4  | +10 | 15 | Továbbjutott az egyenes kieséses szakaszba |  | —   | 2–0 | 4–1 | 2–1 |
| 2.    | Olympique de Marseille | 6 | 4  | 0 | 2 | 12 | 3  | +9  | 12 | Továbbjutott az egyenes kieséses szakaszba |  | 1–0 | —   | 0–1 | 1–0 |
| 3.    | Szpartak Moszkva       | 6 | 3  | 0 | 3 | 7  | 10 | −3  | 9  | Átkerült az Európa-ligába                  |  | 0–2 | 0–3 | —   | 3–0 |
| 4.    | MŠK Žilina             | 6 | 0  | 0 | 6 | 3  | 19 | −16 | 0  |                                            |  | 1–4 | 0–7 | 1–2 | —   |

| 2010. szeptember 15. 20:45 |

| Olympique de Marseille | 0–1               | Szpartak Moszkva        |
| ---------------------- | ----------------- | ----------------------- |
|                        | (0–0) Jegyzőkönyv | Azpilicueta 81' (öngól) |

| Stade Vélodrome, Marseille Nézőszám: 45 729 Játékvezető: Florian Meyer (német) |

| 2010. szeptember 15. 20:45 |

| MŠK Žilina | 1–4               | Chelsea                                 |
| ---------- | ----------------- | --------------------------------------- |
| Oravec 55' | (0–3) Jegyzőkönyv | Essien 13' Anelka 24' 28' Sturridge 48' |

| Pod Dubňom Stadion, Zsolna Nézőszám: 10 829 Játékvezető: Björn Kuipers (holland) |

| 2010. szeptember 28. 20:45 |

| Chelsea                        | 2–0               | Olympique de Marseille |
| ------------------------------ | ----------------- | ---------------------- |
| Terry 7' Anelka 28' (11-esből) | (2–0) Jegyzőkönyv |                        |

| Stamford Bridge, London Nézőszám: 40 675 Játékvezető: Frank De Bleeckere (belga) |

| 2010. szeptember 28. 18:30 |

| Szpartak Moszkva      | 3–0               | MŠK Žilina |
| --------------------- | ----------------- | ---------- |
| Ari 34' 61' Ibson 89' | (1–0) Jegyzőkönyv |            |

| Luzsnyiki Stadion, Moszkva Nézőszám: 33 124 Játékvezető: Martin Hansson (svéd) |

| 2010. október 19. 18:30 |

| Szpartak Moszkva | 0–2               | Chelsea                |
| ---------------- | ----------------- | ---------------------- |
|                  | (0–2) Jegyzőkönyv | Zsirkov 23' Anelka 43' |

| Luzsnyiki Stadion, Moszkva Nézőszám: 70 012 Játékvezető: Carlos Velasco Carballo (spanyol) |

| 2010. október 19. 20:45 |

| Olympique de Marseille | 1–0               | MŠK Žilina |
| ---------------------- | ----------------- | ---------- |
| Diawara 48'            | (0–0) Jegyzőkönyv |            |

| Stade Vélodrome, Marseille Nézőszám: 49 210 Játékvezető: Vad István (magyar) |

| 2010. november 3. 20:45 |

| Chelsea                                       | 4–1               | Szpartak Moszkva |
| --------------------------------------------- | ----------------- | ---------------- |
| Anelka 49' Drogba 62' (11-esből) Ivanović 66' | (0–0) Jegyzőkönyv | Bazhenov 86'     |

| Stamford Bridge, London Nézőszám: 40 477 Játékvezető: Cüneyt Çakır (török) |

| 2010. november 3. 20:45 |

| MŠK Žilina | 0–7               | Olympique de Marseille                               |
| ---------- | ----------------- | ---------------------------------------------------- |
|            | (0–4) Jegyzőkönyv | Gignac 12' 21' 54' Heinze 24' Rémy 36' Lucho 52' 63' |

| Pod Dubňom Stadion, Zsolna Nézőszám: 9664 Játékvezető: Stefan Johannesson (svéd) |

| 2010. november 23. 18:30 |

| Szpartak Moszkva | 0–3               | Olympique de Marseille            |
| ---------------- | ----------------- | --------------------------------- |
|                  | (0–1) Jegyzőkönyv | Valbuena 18' Rémy 54' Brandão 68' |

| Luzsnyiki Stadion, Moszkva Nézőszám: 43 217 Játékvezető: Wolfgang Stark (német) |

| 2010. november 23. 20:45 |

| Chelsea                   | 2–1               | MŠK Žilina |
| ------------------------- | ----------------- | ---------- |
| Sturridge 51' Malouda 86' | (0–1) Jegyzőkönyv | Bello 19'  |

| Stamford Bridge, London Nézőszám: 40 266 Játékvezető: Robert Schörgenhofer (osztrák) |

| 2010. december 8. 20:45 |

| Olympique de Marseille | 1–0               | Chelsea |
| ---------------------- | ----------------- | ------- |
| Brandão 81'            | (0–0) Jegyzőkönyv |         |

| Stade Vélodrome, Marseille Nézőszám: 50 604 Játékvezető: Vlagyiszlav Bezborodov (orosz) |

| 2010. december 8. 20:45 |

| MŠK Žilina | 1–2               | Szpartak Moszkva   |
| ---------- | ----------------- | ------------------ |
| Majtán 48' | (0–0) Jegyzőkönyv | Alex 54' Ibson 61' |

| Pod Dubňom Stadion, Zsolna Nézőszám: 7208 Játékvezető: Kevin Blom (holland) |

### G csoport
| Hely. | Csapat      | M | Gy | D | V | G+ | G– | Gk  | P  | Továbbjutás                                |  | RM  | MIL | AJA | AUX |
| ----- | ----------- | - | -- | - | - | -- | -- | --- | -- | ------------------------------------------ |  | --- | --- | --- | --- |
| 1.    | Real Madrid | 6 | 5  | 1 | 0 | 15 | 2  | +13 | 16 | Továbbjutott az egyenes kieséses szakaszba |  | —   | 2–0 | 2–0 | 4–0 |
| 2.    | AC Milan    | 6 | 2  | 2 | 2 | 7  | 7  | 0   | 8  | Továbbjutott az egyenes kieséses szakaszba |  | 2–2 | —   | 0–2 | 2–0 |
| 3.    | Ajax        | 6 | 2  | 1 | 3 | 6  | 10 | −4  | 7  | Átkerült az Európa-ligába                  |  | 0–4 | 1–1 | —   | 2–1 |
| 4.    | Auxerre     | 6 | 1  | 0 | 5 | 3  | 12 | −9  | 3  |                                            |  | 0–1 | 0–2 | 2–1 | —   |

| 2010. szeptember 15. 20:45 |

| Real Madrid                   | 2–0               | Ajax |
| ----------------------------- | ----------------- | ---- |
| Anita 31' (öngól) Higuaín 73' | (0–0) Jegyzőkönyv |      |

| Santiago Bernabéu, Madrid Nézőszám: 69 639 Játékvezető: Damir Skomina (szlovén) |

| 2010. szeptember 15. 20:45 |

| AC Milan            | 2–0               | Auxerre |
| ------------------- | ----------------- | ------- |
| Ibrahimović 66' 69' | (0–0) Jegyzőkönyv |         |

| Giuseppe Meazza Stadion, Milánó Nézőszám: 69 317 Játékvezető: Cristian Balaj (román) |

| 2010. szeptember 28. 20:45 |

| Auxerre | 0–1               | Real Madrid  |
| ------- | ----------------- | ------------ |
|         | (0–0) Jegyzőkönyv | Di María 81' |

| Stade l'Abbé-Deschamps, Auxerre Nézőszám: 19 525 Játékvezető: Claus Bo Larsen (dán) |

| 2010. szeptember 28. 20:45 |

| Ajax            | 1–1               | AC Milan        |
| --------------- | ----------------- | --------------- |
| El Hamdaoui 23' | (1–1) Jegyzőkönyv | Ibrahimović 37' |

| Amsterdam Arena, Amszterdam Nézőszám: 51 276 Játékvezető: Felix Brych (német) |

| 2010. október 19. 20:45 |

| Ajax                   | 2–1               | Auxerre   |
| ---------------------- | ----------------- | --------- |
| De Zeeuw 7' Suárez 41' | (2–0) Jegyzőkönyv | Birsa 56' |

| Amsterdam Arena, Amszterdam Nézőszám: 51 383 Játékvezető: Olegário Benquerença (portugál) |

| 2010. október 19. 20:45 |

| Real Madrid          | 2–0               | AC Milan |
| -------------------- | ----------------- | -------- |
| Ronaldo 13' Özil 14' | (2–0) Jegyzőkönyv |          |

| Santiago Bernabéu, Madrid Nézőszám: 71 657 Játékvezető: Pedro Proença (portugál) |

| 2010. november 3. 20:45 |

| Auxerre                   | 2–1               | Ajax             |
| ------------------------- | ----------------- | ---------------- |
| Sammaritano 9' Langil 84' | (1–0) Jegyzőkönyv | Alderweireld 79' |

| Stade l'Abbé-Deschamps, Auxerre Nézőszám: 18 727 Játékvezető: Mark Clattenburg (angol) |

| 2010. november 3. 20:45 |

| AC Milan        | 2–2               | Real Madrid                  |
| --------------- | ----------------- | ---------------------------- |
| Inzaghi 68' 78' | (0–1) Jegyzőkönyv | Higuaín 45' Pedro León 90+4' |

| Giuseppe Meazza Stadion, Milánó Nézőszám: 76 357 Játékvezető: Howard Webb (angol) |

| 2010. november 23. 20:45 |

| Ajax | 0–4               | Real Madrid                                        |
| ---- | ----------------- | -------------------------------------------------- |
|      | (0–2) Jegyzőkönyv | Benzema 36' Arbeloa 44' Ronaldo 70' 81' (11-esből) |

| Amsterdam Arena, Amszterdam Nézőszám: 48 491 Játékvezető: Craig Thomson (skót) |

| 2010. november 23. 20:45 |

| Auxerre | 0–2               | AC Milan                         |
| ------- | ----------------- | -------------------------------- |
|         | (0–1) Jegyzőkönyv | Ibrahimović 65' Ronaldinho 90+1' |

| Stade l'Abbé-Deschamps, Auxerre Nézőszám: 19 244 Játékvezető: Damir Skomina (szlovén) |

| 2010. december 8. 20:45 |

| Real Madrid                     | 4–0               | Auxerre |
| ------------------------------- | ----------------- | ------- |
| Benzema 12' 72' 88' Ronaldo 49' | (1–0) Jegyzőkönyv |         |

| Santiago Bernabéu, Madrid Nézőszám: 54 917 Játékvezető: Serge Gumienny (belga) |

| 2010. december 8. 20:45 |

| AC Milan | 0–2               | Ajax                          |
| -------- | ----------------- | ----------------------------- |
|          | (0–0) Jegyzőkönyv | de Zeeuw 57' Alderweireld 66' |

| Giuseppe Meazza Stadion, Milánó Nézőszám: 72 960 Játékvezető: Claus Bo Larsen (dán) |

### H csoport
| Hely. | Csapat        | M | Gy | D | V | G+ | G– | Gk  | P  | Továbbjutás                                |  | SHA | ARS | BRA | PTZ |
| ----- | ------------- | - | -- | - | - | -- | -- | --- | -- | ------------------------------------------ |  | --- | --- | --- | --- |
| 1.    | Sahtar Doneck | 6 | 5  | 0 | 1 | 12 | 6  | +6  | 15 | Továbbjutott az egyenes kieséses szakaszba |  | —   | 2–1 | 2–0 | 1–0 |
| 2.    | Arsenal       | 6 | 4  | 0 | 2 | 18 | 7  | +11 | 12 | Továbbjutott az egyenes kieséses szakaszba |  | 5–1 | —   | 6–0 | 3–1 |
| 3.    | SC Braga      | 6 | 3  | 0 | 3 | 5  | 11 | −6  | 9  | Átkerült az Európa-ligába                  |  | 0–3 | 2–0 | —   | 2–0 |
| 4.    | Partizan      | 6 | 0  | 0 | 6 | 2  | 13 | −11 | 0  |                                            |  | 0–3 | 1–3 | 0–1 | —   |

| 2010. szeptember 15. 20:45 |

| Arsenal                                                          | 6–0               | SC Braga |
| ---------------------------------------------------------------- | ----------------- | -------- |
| Fàbregas 9' (11-esből) 53' Arsavin 30' as-Samáh 34' Vela 69' 84' | (3–0) Jegyzőkönyv |          |

| Emirates Stadion, London Nézőszám: 59 333 Játékvezető: Alain Hamer (luxemburgi) |

| 2010. szeptember 15. 20:45 |

| Sahtar Doneck | 1–0               | Partizan |
| ------------- | ----------------- | -------- |
| Srna 71'      | (0–0) Jegyzőkönyv |          |

| Donbasz-Arena, Doneck Nézőszám: 48 512 Játékvezető: Carlos Velasco Carballo (spanyol) |

| 2010. szeptember 28. 20:45 |

| Partizan            | 1–3               | Arsenal                                |
| ------------------- | ----------------- | -------------------------------------- |
| Cléo 33' (11-esből) | (1–1) Jegyzőkönyv | Arsavin 15' as-Samáh 71' Squillaci 82' |

| Partizan Stadion, Belgrád Nézőszám: 29 348 Játékvezető: Wolfgang Stark (német) |

| 2010. szeptember 28. 20:45 |

| SC Braga | 0–3               | Sahtar Doneck                            |
| -------- | ----------------- | ---------------------------------------- |
|          | (0–0) Jegyzőkönyv | Adriano 56' 72' Douglas 90+1' (11-esből) |

| Braga városi stadion, Braga Nézőszám: 12 083 Játékvezető: Kevin Blom (holland) |

| 2010. október 19. 20:45 |

| SC Braga             | 2–0               | Partizan |
| -------------------- | ----------------- | -------- |
| Lima 35' Matheus 90' | (1–0) Jegyzőkönyv |          |

| Braga városi stadion, Braga Nézőszám: 11 454 Játékvezető: Laurent Duhamel (francia) |

| 2010. október 19. 20:45 |

| Arsenal                                                              | 5–1               | Sahtar Doneck |
| -------------------------------------------------------------------- | ----------------- | ------------- |
| Song 19' Nasri 42' Fàbregas 60' (11-esből) Wilshere 66' as-Samáh 69' | (2–0) Jegyzőkönyv | Eduardo 82'   |

| Emirates Stadion, London Nézőszám: 60 016 Játékvezető: Svein Oddvar Moen (norvég) |

| 2010. november 3. 20:45 |

| Partizan | 0–1               | SC Braga   |
| -------- | ----------------- | ---------- |
|          | (0–1) Jegyzőkönyv | Moisés 35' |

| Partizan Stadion, Belgrád Nézőszám: 28 295 Játékvezető: Martin Hansson (svéd) |

| 2010. november 3. 20:45 |

| Sahtar Doneck                | 2–1               | Arsenal     |
| ---------------------------- | ----------------- | ----------- |
| Csihrinszkij 28' Eduardo 45' | (2–1) Jegyzőkönyv | Walcott 10' |

| Donbasz-Arena, Doneck Nézőszám: 51 153 Játékvezető: Massimo Busacca (svájci) |

| 2010. november 23. 20:45 |

| SC Braga          | 2–0               | Arsenal |
| ----------------- | ----------------- | ------- |
| Matheus 83' 90+3' | (0–0) Jegyzőkönyv |         |

| Braga városi stadion, Braga Nézőszám: 14 809 Játékvezető: Kassai Viktor (magyar) |

| 2010. november 23. 20:45 |

| Partizan | 0–3               | Sahtar Doneck                          |
| -------- | ----------------- | -------------------------------------- |
|          | (0–0) Jegyzőkönyv | Sztepanenko 52' Jádson 59' Eduardo 68' |

| Partizan Stadion, Belgrád Nézőszám: 17 473 Játékvezető: Frank De Bleeckere (belga) |

| 2010. december 8. 20:45 |

| Arsenal                                         | 3–1               | Partizan |
| ----------------------------------------------- | ----------------- | -------- |
| van Persie 30' (11-esből) Walcott 73' Nasri 77' | (1–0) Jegyzőkönyv | Cléo 52' |

| Emirates Stadion, London Nézőszám: 58 845 Játékvezető: Paolo Tagliavento (olasz) |

| 2010. december 8. 20:45 |

| Sahtar Doneck            | 2–0               | SC Braga |
| ------------------------ | ----------------- | -------- |
| Raţ 78' Luiz Adriano 83' | (0–0) Jegyzőkönyv |          |

| Donbasz-Arena, Doneck Nézőszám: 47 627 Játékvezető: Felix Brych (német) |